# Urs Hefti
Urs Hefti

Link zum Bild

Urs Hefti (* 20. Juli 1944 in Klosters; † 20. Januar 2008 in Wien) war ein Schweizer Schauspieler und Ensemblemitglied des Wiener Burgtheaters.

## Karriere
Urs Hefti absolvierte seine Schauspielausbildung an der Schauspielakademie Zürich. Von 1972 bis 1977 spielte er im Landestheater Tübingen, dann wechselte er für zwei Jahre zum Staatstheater Stuttgart. Zwischen 1980 und 1986 war er am Schauspielhaus Bochum engagiert, von dem er, wie viele seiner Kollegen, dem Direktor Claus Peymann an das Burgtheater folgte. 1993 verließ er die Burg und ging zum Berliner Ensemble, kehrte aber zwei Jahre später nach Wien zurück. Seit dieser Zeit war er wieder festes Ensemblemitglied. Er arbeitete mit namhaften Regisseuren, wie mit Luc Bondy, Andrea Breth, Achim Freyer, Klaus Michael Grüber, Manfred Karge, Alfred Kirchner, Matthias Langhoff, Heiner Müller, Christoph Nel, Peter Palitzsch, Claus Peymann, George Tabori, Jossi Wieler und Peter Zadek zusammen.
Zwischen 1993 und 2000 spielte er bei den Salzburger Festspielen. Oft übernahm er auch Filmrollen.

## Theaterrollen
- 1981 Sultan Saladin in Nathan der Weise von Gotthold Ephraim Lessing, Regie Claus Peymann (Schauspielhaus Bochum)
- 1982: Venitidius in Die Hermannsschlacht von Heinrich von Kleist, Regie Claus Peymann (Schauspielhaus Bochum)
- 1993: Ratsdiener in Coriolan von William Shakespeare – Regie: Deborah Warner (Salzburger Festspiele – Felsenreitschule)
- 2004: Milo in Das goldene Vlies von Franz Grillparzer, Regie: Stephan Kimmig
- 2005: Rudi in Die versunkene Kathedrale von Gert Jonke, Regie: Christiane Pohle
- 2005: Spaßmacher in Macht der Gewohnheit von Thomas Bernhard, Regie: Philip Tiedemann
- 2006: Pertachichin in Kleinbürger von Maxim Gorki, Regie: Karin Beier
- 2006: Teddy Brewster in Arsen und Spitzenhäubchen von Joseph Kesselring, Regie: Barbara Frey
- 2007: Flaut, der Bälgenflicker (Thisbe) in Ein Sommernachtstraum von William Shakespeare, Regie: Theu Boermans

## Theateraufzeichnungen
- 1984: Venitidius in "Die Hermannsschlacht (Kleist)" von Heinrich von Kleist, Regie Claus Peymann (Schauspielhaus Bochum, ZDF 1984, Ursendung: 15. Mai 1984)

## Filmrollen
- 1981: Engel aus Eisen, Regie: Thomas Brasch
- 1998: Late Show, Regie: Helmut Dietl
- 2002: Die Besatzung, Regie: Michael Hirth
- 2002: Haider lebt, Regie: Peter Kern
- 2006: Sonjas Rückkehr, Regie: Tobias Ineichen
- 2007: Marmorera, Regie: Markus Fischer

## Fernsehfilmrollen
- 1990: Wenn das die Nachbarn wüßten, ORF, Regie: Peter Hajek
- 1990: Die Direktorin, DRS, Regie: Wolfgang Panzer
- 1998: Kommissar Rex, SAT.1, Regie: Wolfgang Dickmann
- 2003: Vera, ARD, Regie: Joseph Vilsmaier
- 2004: Die Heilerin, SAT.1, Regie: Holger Barthel
- 2005: Wolf und Kopfsalat, DRS, Regie: Tobias Ineichen
- 2006: Sonjas Rückkehr, SF1, Regie: Tobias Ineichen